# TvNGELS
《tvNGELS》(티비엔젤스)는 2006년 10월 11일부터 2007년 9월 17일까지 tvN에서 방송된 예능 프로그램이다. "고품격 섹시 버라이어티 쇼"를 표방했으며 3기에 걸쳐 방영되었다. 한편으로는 방송 프로그램의 특성상 선정성이 심하다는 지적을 받기도 했다.

## 역대 진행자
- 1기: 김인석
- 2기: 김인석, 강지은, 왕배, 도쿠나가 켄지
- 3기: 김인석, 김다래, 왕배, 다나카 타쿠로

## 1기
《tvNGELS》 1기는 2006년 10월 11일부터 2007년 2월 5일까지 방영되었다. 2006년 10월 11일부터 12월 25일까지 태국 끄라비 현지에서 진행된 서바이벌 영상이 방영되었고 2007년 1월 1일부터 1월 29일까지 노컷 영상 모음이 방영되었다. 2007년 2월 5일에는 tvN 스튜디오에서 진행된 탑 오브 탑(TOP of TOP) 결정전이 방영되었다.
《tvNGELS》 1기 서바이벌은 엔젤 10명을 신짱팀과 양짱팀으로 나누어 진행했으며 3인조 혼성 음악 그룹인 바나나보트의 남자 멤버로 활동했던 신현우, 양동선이 팀장을 맡았다. 최종 우승자에게는 탑 오브 탑(TOP of TOP) 칭호가 부여되었는데 상금과 함께 《tvNGELS》 2기 MC로 활동할 자격이 부여되었다.

### 출연진

#### 신짱팀
- 황진이: 큐티 엔젤 (1회부터 참가, 4회에서 탈락)
- 양은성: 스타일리쉬 엔젤 (1회부터 참가, 4회에서 탈락)
- 강지은: 승부사 엔젤 (1회부터 참가, 4회·8회에서 TOP 등극, 탑 오브 탑 결정전 진출, 최종 우승)
- 윤수정: 슈가 엔젤 (1회부터 참가, 4회에서 탈락)
- 정나희: 바비 엔젤 (1회부터 참가, 11회에서 탈락)

#### 양짱팀
- 여선: 캐발랄 엔젤 (1회부터 참가, 8회에서 탈락)
- 조은빛: 발레 엔젤 (1회부터 참가, 2회·6회에서 TOP 등극, 탑 오브 탑 결정전 진출)
- 장유진: 사차원 엔젤 (1회부터 참가, 탑 오브 탑 결정전 진출)
- 강예빈: 미소 엔젤 (1회부터 참가, 탑 오브 탑 결정전 진출)
- 김영은: 클걸 엔젤 (1회부터 참가, 10회에서 탈락)

#### 신규 멤버
- 기은세: 럭셔리 엔젤 (5회부터 참가, 탑 오브 탑 결정전 진출)
- 정숙경: 롱다리 엔젤 (5회부터 참가, 8회에서 탈락)
- 주민하: 상큼 엔젤 (5회부터 참가, 8회에서 탈락)
- 강민희: 지성 엔젤 (9회부터 참가, 탑 오브 탑 결정전 진출)
- 이채은: 순수 엔젤 (9회부터 참가, 9회에서 탈락)
- 엄용희: 러블리 엔젤 (9회부터 참가, 11회에서 탈락)

### 규칙
- 팀 대결: 참가자들을 2개 팀으로 나누어서 서바이벌 형식을 띤 각종 게임과 대결을 진행한다.
- 탈락자 선정: 각 게임마다 패배한 팀에서 자체 투표를 통해 탈락자를 선정한다.
- 패자부활전: 탈락자에게는 단 1번의 생존 기회가 부여된다.
- 개인 대결: 1대1 대결을 통해 오디션 형식을 띤 미 쓰리(美 Three) 진출자를 선정한다.
- TOP 선발: 미 쓰리(美 Three)와 최종 미션을 통해 TOP를 선발한다.
- 각 회별 TOP에게 주어지는 특전: 매 회마다 TOP에 선정된 엔젤은 탈락자 선정 과정에서 제외되며 tvN의 여러 프로그램에서 출연한 기회가 주어진다.

## 2기
《tvNGELS》 2기는 2007년 2월 12일부터 4월 30일까지 방영되었다. 2007년 2월 12일부터 4월 23일까지 괌 현지에서 진행된 서바이벌 영상이 방영되었고 2007년 4월 30일에는 tvN 스튜디오에서 진행된 파이널 라운드 영상이 방영되었다.
《tvNGELS》 2기 서바이벌은 엔젤 8명을 Hot팀과 Cool팀으로 나누어 진행했으며 왕배가 Hot팀장을, 도쿠나가 켄지가 Cool팀장을 맡았다. 최종 우승자에게는 상금 2,000만 원과 함께 케이스위스 전속 모델로 활동할 자격이 부여되었다.

### 출연진

#### Hot팀
- 한송이: 펑키 엔젤 (1회부터 참가, 2회·10회에서 베스트 엔젤 등극, 최종 우승)
- 김시향: 블루 엔젤 (1회부터 참가, 4회·5회에서 베스트 엔젤 등극)
- 고은영: 쉬크 엔젤 (1회부터 참가, 4회에서 탈락)
- Suzy: 파워 엔젤 (1회부터 참가, 2회에서 탈락)

#### Cool팀
- 전지영: 밀키 엔젤 (1회부터 참가, 3회에서 탈락)
- 한지은: 허니 엔젤 (1회부터 참가, 3회·9회에서 베스트 엔젤 등극)
- 김유연: 스위트 엔젤 (1회부터 참가)
- 조연홍: 프레시 엔젤 (1회부터 참가, 5회에서 탈락)

#### 신규 멤버
- 나유리: 다크 엔젤 (3회부터 참가, 방송 촬영 도중에 일어난 사고로 인하여 다리 골절 수술을 받게 되면서 5회를 끝으로 중도 하차)
- 정다연: 그레이스 엔젤 (4회부터 참가, 7회에서 탈락)
- 우희영: 로맨틱 엔젤 (5회부터 참가, 급성 장염으로 인해 5회를 끝으로 중도 하차)
- 김아롱: 퍼니 엔젤 (6회부터 참가)
- 정은서: 보이쉬 엔젤 (6회부터 참가, 7회에서 탈락)
- 박은경: 샤이니 엔젤 (6회부터 참가, 7회에서 베스트 엔젤 등극)
- 김수연: 퍼퓸 엔젤 (8회부터 참가, 9회에서 탈락)
- 최은영: 러블리 엔젤 (8회부터 참가, 10회에서 탈락)

### 대표 코너
- 탈의 공격: 엔젤들이 옷을 하나하나씩 벗겨 가면서 상대 팀장의 쓰리(Three)벌떡을 유도한다.
- 고감도 섹시 배틀: 엔젤들이 자신의 섹시한 동작을 통해 상대 팀장의 심장 박동 수를 올리게 해서 쓰리벌떡을 유도한다.
- 엔젤 블루진(미션 선택권 게임): 비키니 위에 청바지를 입은 엔젤들이 수영장에 들어간 다음에 튜브를 통과하고 깃발을 뽑은 다음에 청바지를 벗는다. 그런 다음에 팀장과 함께 줄넘기를 한다. 여기서 이긴 팀에게는 미션 선택권이 주어진다.
- Dead or Alive(데드 오어 얼라이브): 엔젤들이 주어진 미션을 통해 자신의 끼와 재능을 표현한다. 심사위원들의 평가를 통해 8명의 엔젤들 가운데 1명이 탈락하게 된다. 반대로 베스트 엔젤이 속한 팀은 탈락의 위험에서 벗어나게 된다.

## 3기
《tvNGELS》 3기는 2007년 6월 25일부터 9월 17일까지 방영되었다. 2007년 6월 25일부터 9월 10일까지 태국 현지에서 진행된 서바이벌 영상이 방영되었고 2007년 9월 17일에는 tvN 스튜디오에서 진행된 파이널 라운드 영상이 방영되었다. 2007년 9월 25일부터 11월 6일까지 노컷 영상 모음이 방영되었다.
《tvNGELS》 3기 서바이벌은 한일 대결을 모티브로 했기 때문에 엔젤 10명을 K-NGELS팀과 J-NGELS팀으로 나누어 진행했다. 왕배가 K-NGELS팀장을, 도쿠나가 켄지가 J-NGELS팀장을 맡았다. 최종 우승자에게는 상금 2,000만 원이 수여되었으며 신해철이 프로듀서로 참여한 걸 그룹의 멤버로 활동할 자격이 부여되었다.

### 출연진

#### K-NGELS팀
- 조은빛
- 유예림 (6회에서 탈락)
- 김서진 (9회에서 베스트 엔젤 등극)
- 이지혜 (이예빈, 9회에서 탈락)
- 한송이 (6회에서 베스트 엔젤 등극, 탑 오브 더 엔젤로 선정)

#### J-NGELS팀
- 사와무라 히로나 (일본어: 沢村 洋奈, 12회에서 탈락)
- 요시카와 사오리 (일본어: 吉川 さおり, 12회에서 탈락)
- 츠키미 시오리 (일본어: 月見 栞)
- 에리나 (Erina, 3회에서 베스트 엔젤 등극)
- 미나미 치사토 (일본어: 南 知里, 3회에서 탈락)